# Riera de Sanaüja
La Riera de Sanaüja, és un corrent fluvial afluent per la dreta del Llobregós que neix al vessant sud-oriental del Serrat de la Torregassa, a poc més de 60 metres al nord-oest de la masia de la Creu (al terme municipal d'Olius) i que al llarg del seu curs rep les següents denominacions.
- Barranc dels Colomers - Des del seu naixement fins que surt del terme d'Olius al rebre per l'esquerra el Barranc d'Arceda (3.591 metres).
- Riera de Miravé - Des de l'aiguabarreig amb el Barranc d'Arceda fins que entra al terme municipal de Biosca (8.081 metres).
- Riera de Lloberola - Des que entra al terme municipal de Biosca fins a la seva confluència amb la Riera de Sallent (12.644 metres)
- Riera de Sanaüja - Des de la seva confluència amb la Riera de Sallent fins a l'aiguabarreig amb el Llobregós. (9.932 metres)

## Municipis per on passa
Des del seu naixement, la Riera de Sanaüja passa successivament pels següents termes municipals.
|                                                                      | Longitud (en m.) | % del recorregut |
| -------------------------------------------------------------------- | ---------------- | ---------------- |
| Per l'interior del municipi d'Olius                                  | 1.762            | 5,22%            |
| Fent frontera entre els municipis de Pinell de Solsonès i d'Olius    | 1.327            | 3,93%            |
| Fent frontera entre els municipis de Pinell de Solsonès i de Llobera | 8.081            | 23,95%           |
| Fent frontera entre els municipis de Pinell de Solsonès i de Biosca  | 816              | 2,42%            |
| Per l'interior del municipi de Biosca                                | 11.828           | 35,05%           |
| Fent frontera entre els municipis de Pinell de Solsonès i de Sanaüja | 1.910            | 5,66%            |
| Per l'interior del municipi de Sanaüja                               | 6.663            | 19,76%           |
| Per l'interior del municipi de Vilanova de l'Aguda                   | 1.355            | 4,02%            |

## Xarxa hidrogràfica
La xarxa hidrogràfica de la Riera de Sanaüja està constituïda per 273 corrents fluvials que sumen una longitud total de 286,9 km.

### Afluents
La Riera de Sanaüja rep un total de 65 afluents directes. D'entre aquests cal destacar-ne els següents

### Distribució municipal
El conjunt de la xarxa hidrogràfica de la Riera de Sanaüja transcorre pels següents termes municipals: